# رودلف غورغ ستراي
رودلف غورغ ستراي (1907-1988) (بالإنجليزية: Rudolf Georg Strey)‏ هو عالم نبات ألماني.